# Lotte Strub-Rayß
Lotte (Lieselotte) Strub-Rayß (* 17. Januar 1912 in Kaiserslautern; † 6. Januar 2008 in Berlin) war eine deutsche Lehrerin, Autorin und Opfer des sowjetischen Gulag-Systems, in dem sie 16 Jahre festgehalten wurde. Bekannt wurde sie durch die 2018 von ihrem Sohn Konrad Rayß herausgegebene Autobiografie Verdammt und entrechtet … 16 Jahre Gulag und Verbannung.

## Leben
Strub-Rayß war über viele Jahre Partnerin und Mitarbeiterin des Dramatikers Friedrich Wolf, mit dem sie die gemeinsame Tochter Lena hatte; diese kam 1938 nach der Verhaftung ihrer Mutter in ein sowjetisches Kinderheim. Gemeinsam mit Lorenz Lochthofen, mit dem sie kurz verheiratet war, hatte sie eine weitere Tochter. Ihre Autobiografie gilt als wichtiger Beitrag zur Geschichte der deutschen Politemigranten vor und während des Zweiten Weltkriegs. Für Peter Steinbach gehören ihre Erinnerungen „in die Reihe bewegender Lebensbeschreibungen von Primo Levi, Alexander Solschenizyn, Margarete Buber-Neumann und Wolfgang Leonhard sowie von Arthur Koestler und Karl-Wilhelm Fricke“.
Lotte Rayß war mit Friedrich Wolf ins Moskauer Exil gegangen, wurde 1938 als sogenannte 58erin wegen angeblicher konterrevolutionärer Tätigkeit verhaftet und verbrachte als Opfer des Stalinterrors 16 Jahre im Gulag und in Verbannung. Sie erlitt in dieser Zeit extrem schwere körperliche und seelische Verletzungen. Sie kehrte 1954 in die DDR zurück und war zum Schweigen über ihre Zeit in der Sowjetunion verpflichtet. Seit 1955 arbeitete sie als Russischlehrerin. Den Beruf der Lehrerin musste sie 1964 krankheitsbedingt aufgeben. 1959 heiratete sie Richard Strub.